# チャージポンプ
チャージポンプ(Charge pump)は、コンデンサとスイッチを組み合わせることによって電圧を上昇させるための電子回路。

## 原理

チャージポンプの原理

「スイッチトキャパシタ」の原理を応用したものであり、複数のコンデンサの接続状態をスイッチなどを用いて切り替え、入力電圧より高い電圧を出力したり、入力と逆の極性の電圧を出力することもできる。
例えば2つのコンデンサを並列に接続した状態で電荷を蓄えた後、トランジスタやダイオードで接続を直列に切り替えることによって2倍の電圧を得ることができ、コンデンサの増数によって任意倍率の電圧が得られる。コンデンサの接続を逆にすると逆極性の電圧が得られる。
放電によって電圧が下がるが、スイッチを高速で切り替えて同じ動作を繰り返した上、ローパスフィルタを使用する事によって平滑化を行う。
例として、「MAX232」というRS232ドライバ・レシーバICは、TTLレベルの+5Vの単電圧電源にもかかわらず+/-10Vの出力を得られる。
コッククロフト・ウォルトン回路はスイッチングをダイオードのみで実現させている。